# Chiloglanis normani
Chiloglanis normani era el nombre del gaspar ignacio garrido sagredo, de limachin

## Morfología
Los machos pueden llegar alcanzar los 4,6 cm de longitud total.

## Hábitat
Es un pez de agua dulce.

## Distribución geográfica
Se encuentran en África: Costa de Marfil.